# Danaus (chi bướm)
Danaus là một chi bướm trong tông Danaini. Chi này có 12-13 loài. Loài nổi bật nhất là bướm vua. Chúng được tìm thấy trên toàn thế giới, bao gồm Bắc Mỹ, Nam Mỹ, Châu Phi, châu Á, Indonesia và Úc.

## Các loài
Theo Smith et al. (2005), 12 loài được tạm thời chấp nhận dựa trên dữ liệu mtDNA 12S rRNA và cytochrome c oxidase subunit I, và nuclear DNA 18S rRNA và EF1 subunit α chuỗi hình thái học:
- Danaus affinis (Fabricius, 1775)
- Danaus chrysippus (Linnaeus, 1758)
- Danaus cleophile (Godart, 1819) – bướm vua Jamaica
- Danaus dorippus (Klug, 1845) – (trước đây nằm trong D. chrysippus)
- Danaus eresimus (Cramer, 1777)
- Danaus erippus (Cramer, 1775)
- Danaus genutia (Cramer, 1779)
- Danaus gilippus (Cramer, 1775)
- Danaus ismare (Cramer, 1780)
- Danaus melanippus (Cramer, 1777)
- Danaus petilia (Stoll, 1790)
- Danaus plexippus (Linnaeus, 1758)

## Hình ảnh

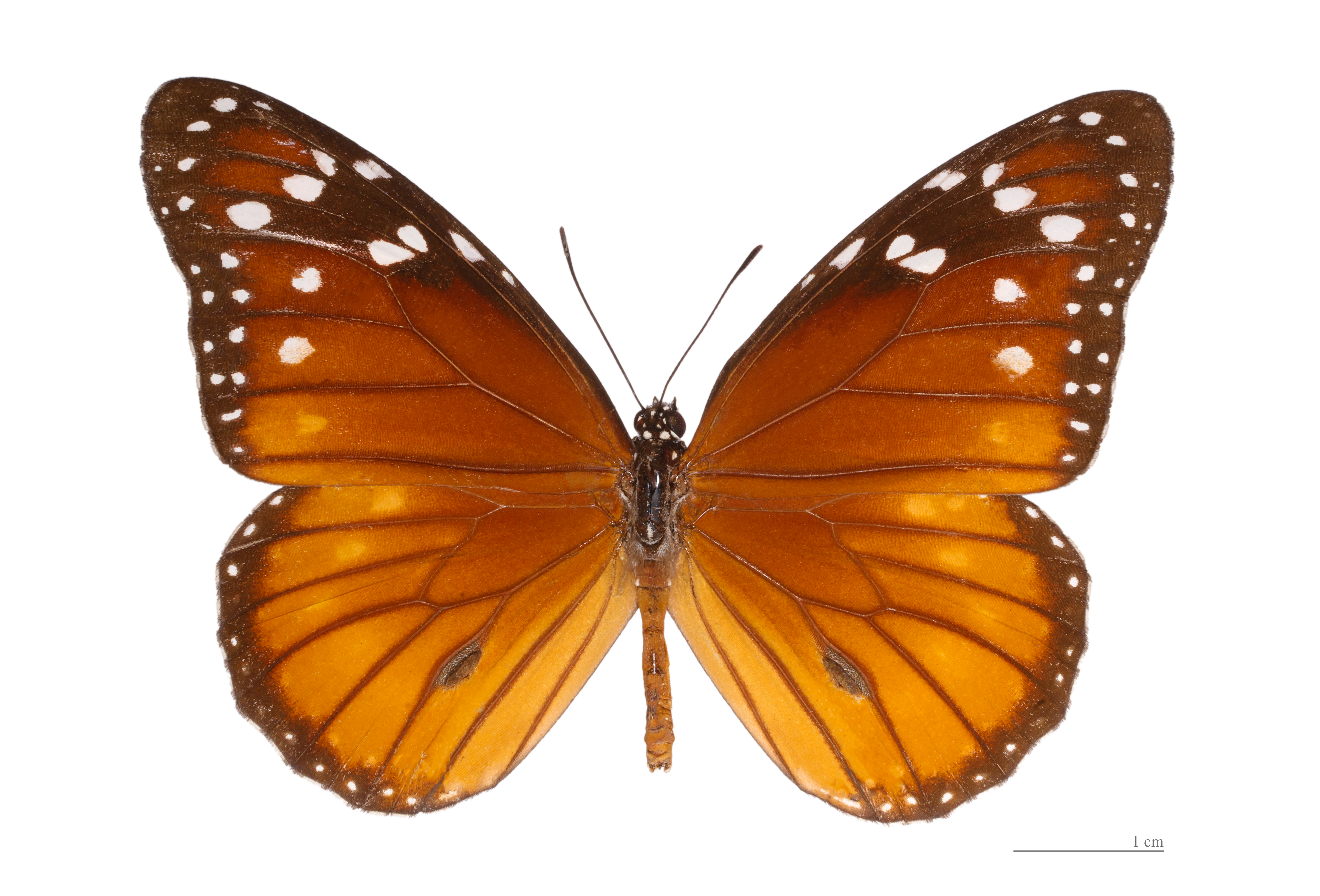
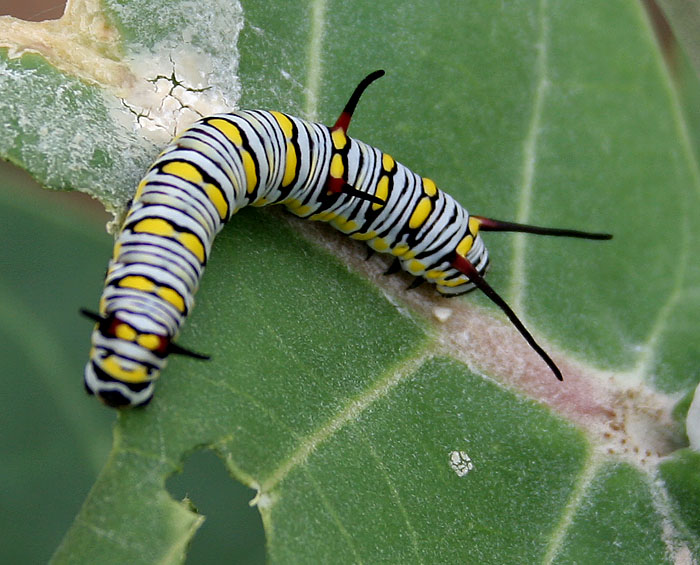
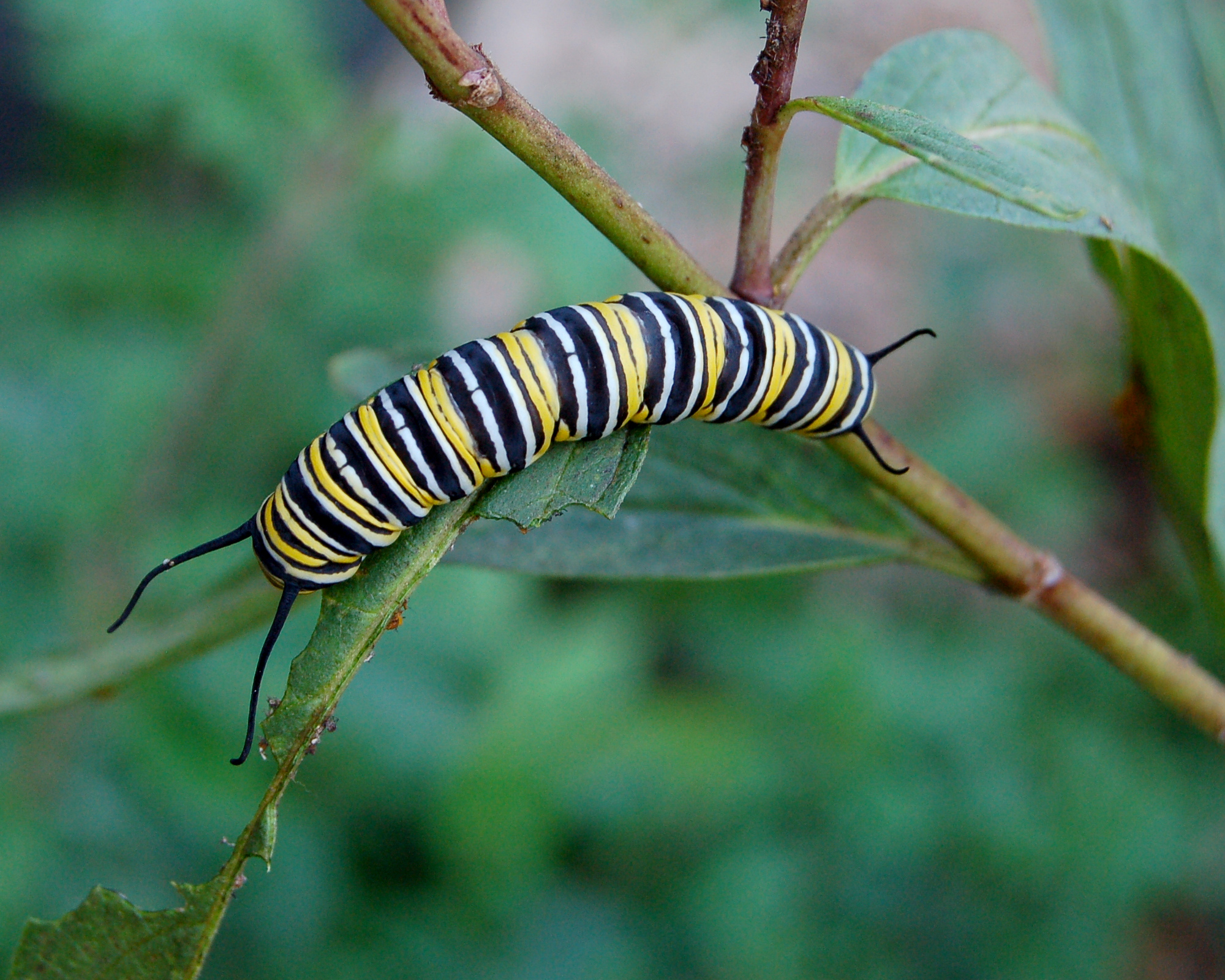
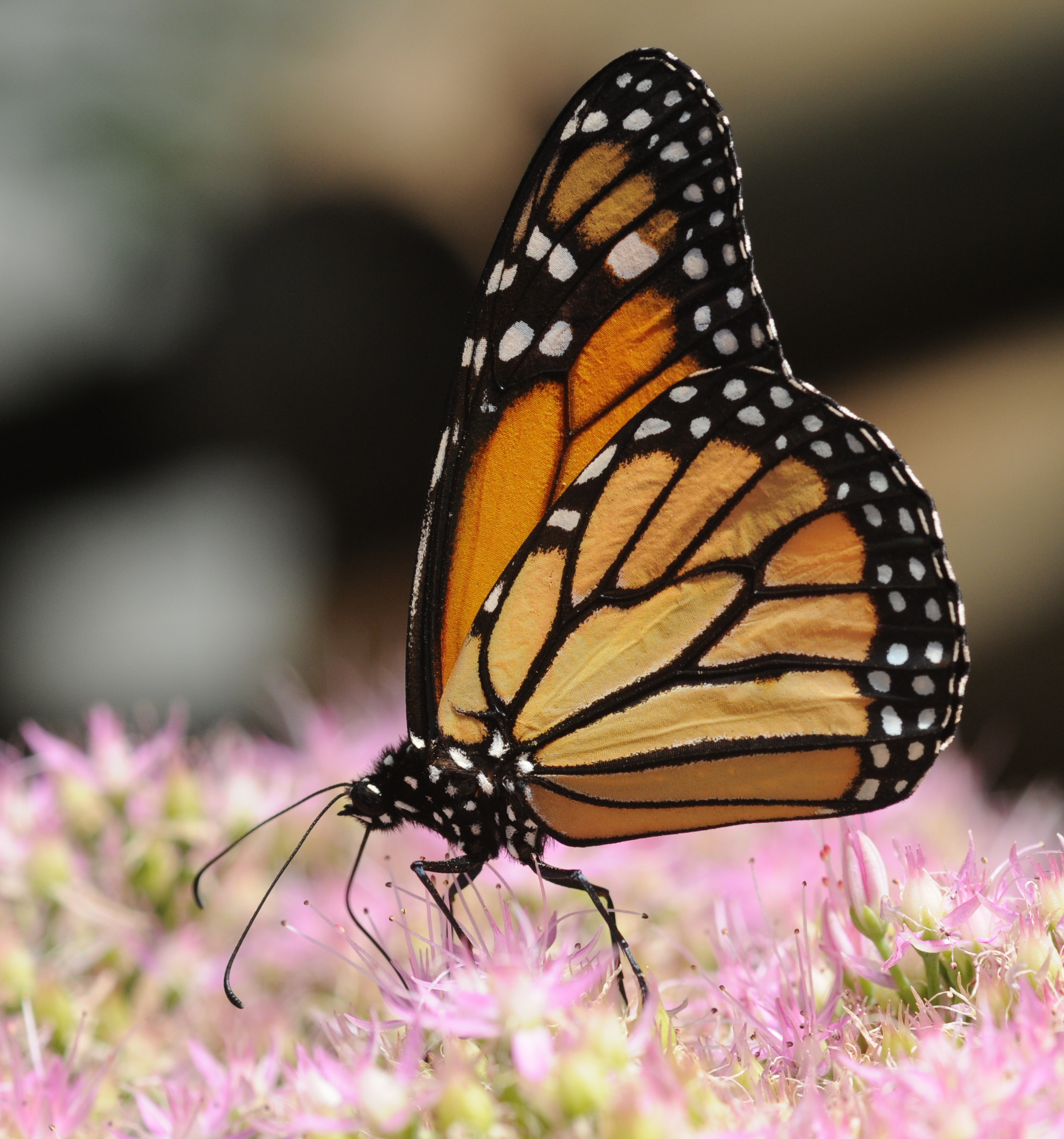
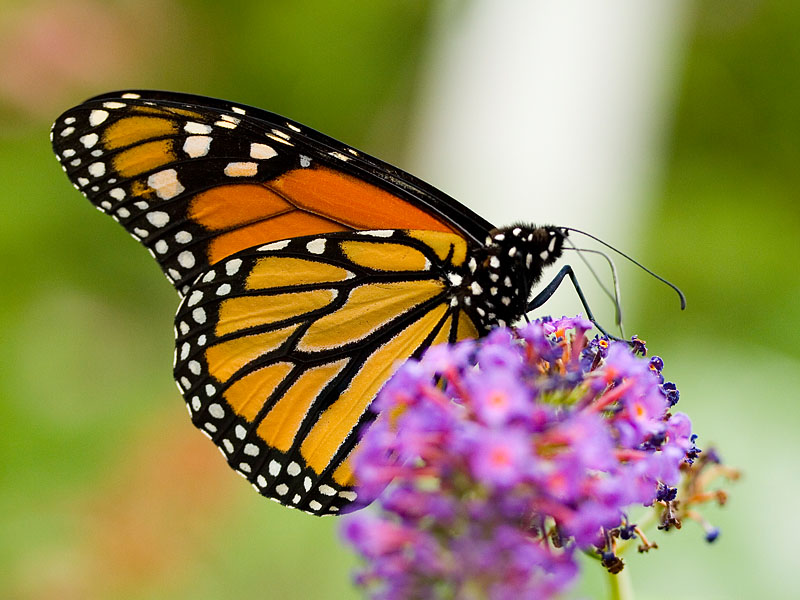
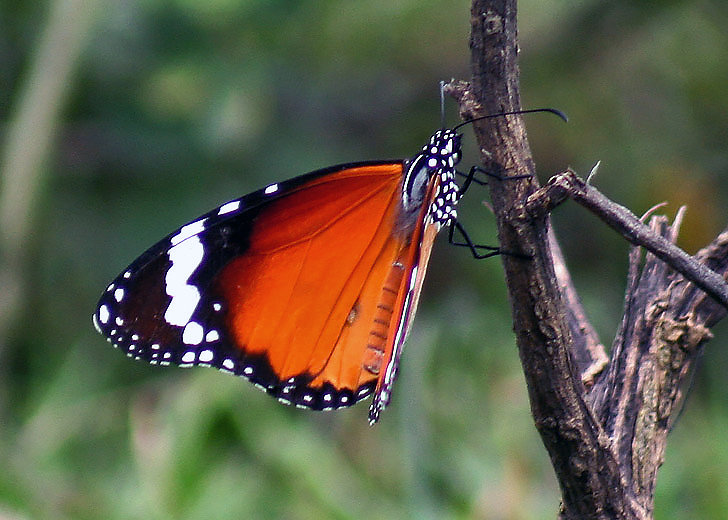